# Louis Icart
Louis Justin Laurent Icart (* 9. Dezember 1888 in Toulouse; † 20. Dezember 1950 in Paris) war ein französischer Maler, Grafiker und Illustrator.

## Leben

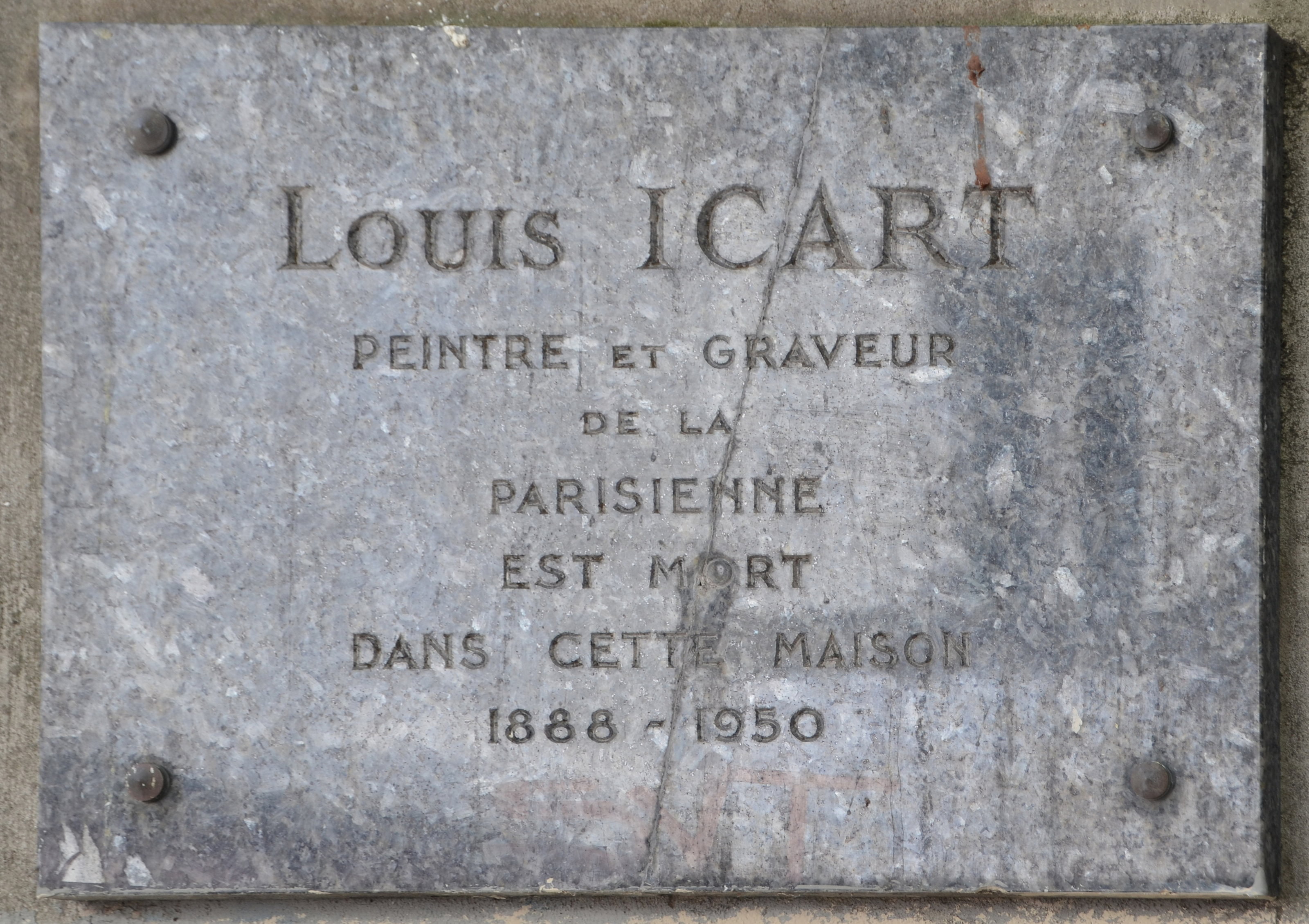
Gedenktafel für Louis Icart am Place du Calvaire in Paris.

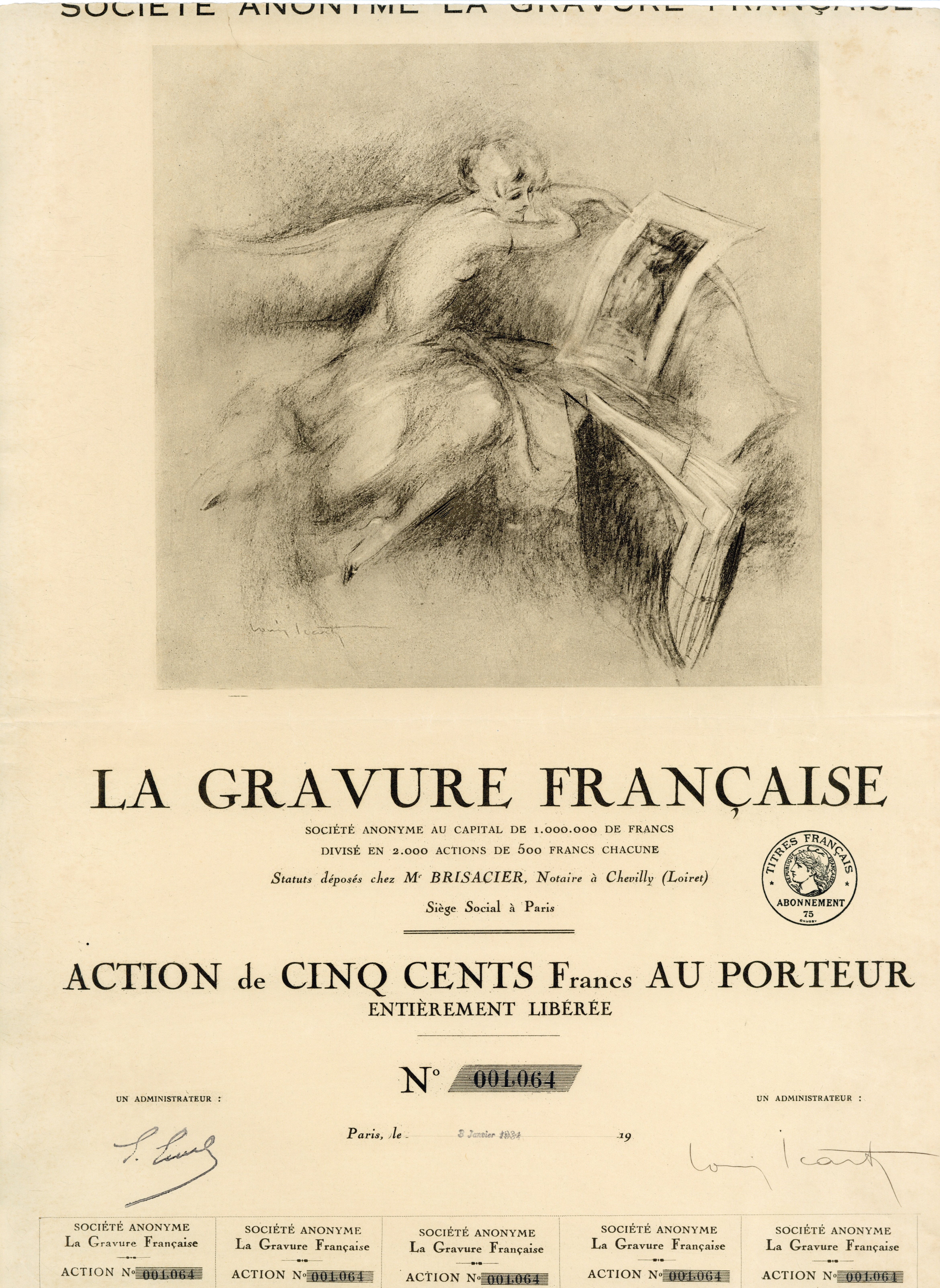
Aktie der Künstlerwerkstatt La Gravure Française Société Anonyme (1934), gestaltet und unterschrieben von Vorstand Louis Icart

Louis Justin Laurent Icart war der erste Sohn von Jean und Elisabeth Icart. Schon früh begann er zu zeichnen. Seine Tante, die sich bei einem Besuch von seinem Talent beeindruckt zeigte, brachte ihn 1907 nach Paris, wo er sich der Malerei, dem Zeichnen und der Herstellung zahlreicher Radierungen widmete.
In dem Studio, in dem er anfänglich mit Kopien von bestehenden Bildern frivole Postkarten produzierte, entwarf er schon bald eigene Arbeiten. Darauf erhielt er Aufträge zur Gestaltung von Titelblättern für die Zeitschrift La Critique Théâtrale. Modehäuser engagierten Icart zur Anfertigung von Modeskizzen, mit denen er bald bekannt wurde. 1913 zeigte er seine Bilder auf dem Salon des Humoristes. Darauf erlernte Icart die Technik des Kupferstichs und arbeitete fortan mit diesem Verfahren. Er war nun für die großen französischen Designstudios tätig und illustrierte deren Kataloge. 1914 traf er die achtzehnjährige „bildschöne Blondine“ Fanny Volmers, eine Angestellte des Modehauses Paquin, die er später heiratete und die für zahlreiche seiner Arbeiten Modell stand.
Icart nahm als Kampfpilot am Ersten Weltkrieg teil. In dieser Zeit fertigte er zahllose Skizzen und Radierungen mit patriotischen Themen an. Nach seiner Rückkehr stellte er Drucke seiner Arbeiten her, meist im Aquatinta- und Kaltnadelradierungsverfahren. Wegen der großen Nachfrage gab er häufig zwei Versionen heraus, eine für den europäischen und eine weitere für den amerikanischen Markt.
1920 stellte er in der Pariser Galerie Simonson aus, wo er gemischte Kritiken erhielt. 1922 reiste Louis Icart mit Fanny zu seiner ersten amerikanischen Ausstellung nach New York City, die erst in der Galerie Belmaison im Kaufhaus von John Wanamaker gezeigt wurde und später nach Wanakamers in Philadelphia weiterzog. Für seine gezeigten fünfzig Ölgemälde erhielt er erneut gemischte Kritiken.
In den späten 1920er Jahren war Icart mit seinen Publikationen und seinen Arbeiten für große Mode- und Designstudios sowohl künstlerisch als auch finanziell sehr erfolgreich. Die Beliebtheit seiner Radierungen erreichte in der Zeit des Art déco ihren Höhepunkt. Icart stellte das Leben in Paris und New York der 1920er und 1930er Jahren in seinem ihm eigenen Malstil dar. Der Erfolg ermöglichte ihm 1930 den Kauf eines prächtigen Hauses auf dem Hügel Montmartre im Norden von Paris. 1932 zeigte Icart in den New Yorker Metropolitan Galleries eine Gemäldesammlung mit dem Titel Les Visions Blanches, die allerdings wenig Beachtung fand, da er die Ausstellung nicht persönlich begleitete.
Nach dem deutschen Westfeldzug wandte sich Icart ernsteren Themen zu. Er schuf mit L’Exode (deutsch Der Exodus) eine Reihe von Arbeiten, welche die Schrecken der Besetzung Frankreichs im Zweiten Weltkrieg ab 1940 aus seiner Sicht dokumentieren. Icart musste während dieser Zeit aus Paris fliehen und einen Teil dieser Werke zurücklassen, die erst in den 1970er Jahren zusammen mit einigen seiner früheren Werke auf dem Dachboden einer Pariser Kunstakademie wiederentdeckt wurden.
1950 verstarb Icart in seinem Pariser Haus.

## Werk

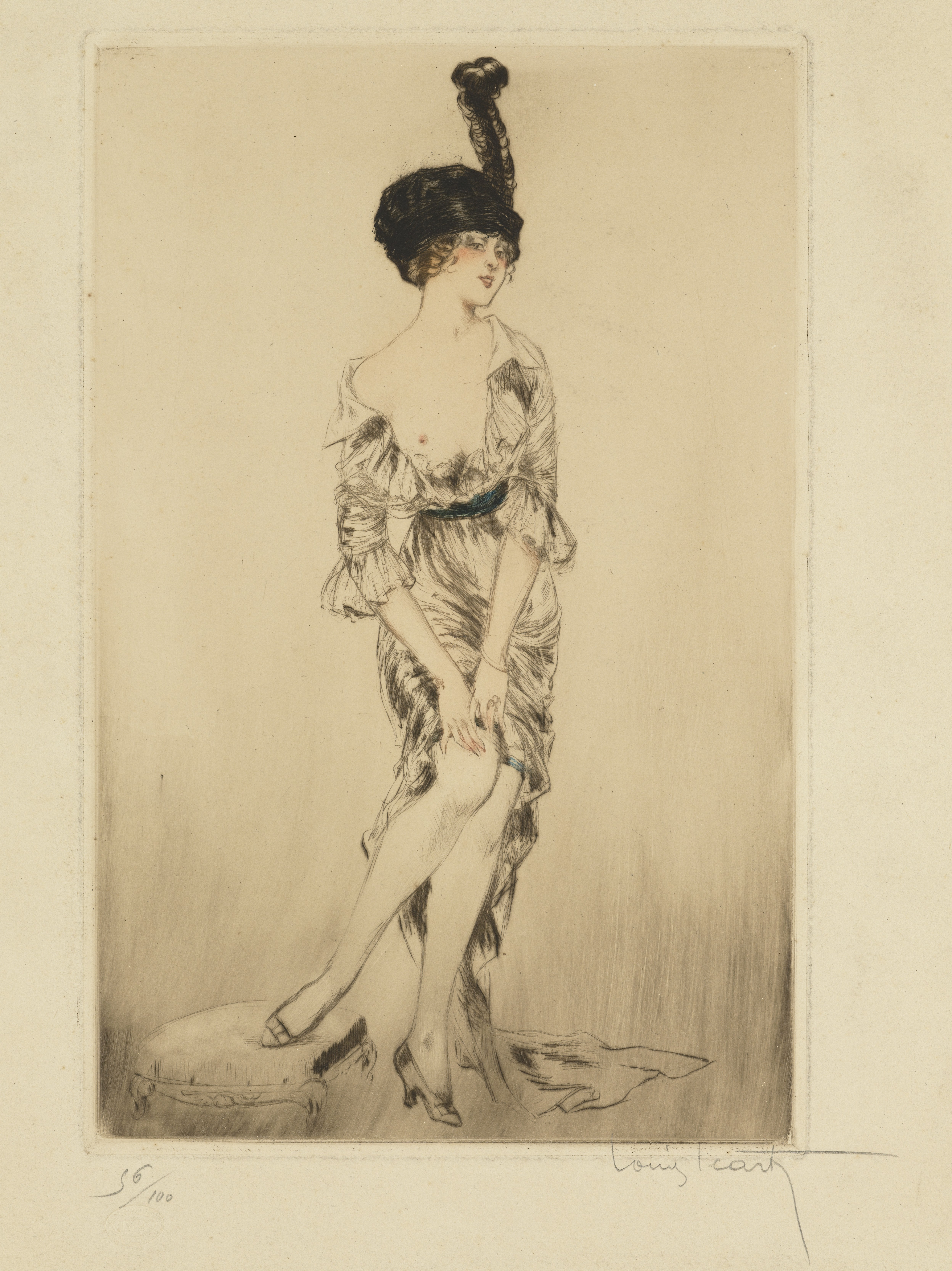
A fashionable young woman, 1920er Jahre

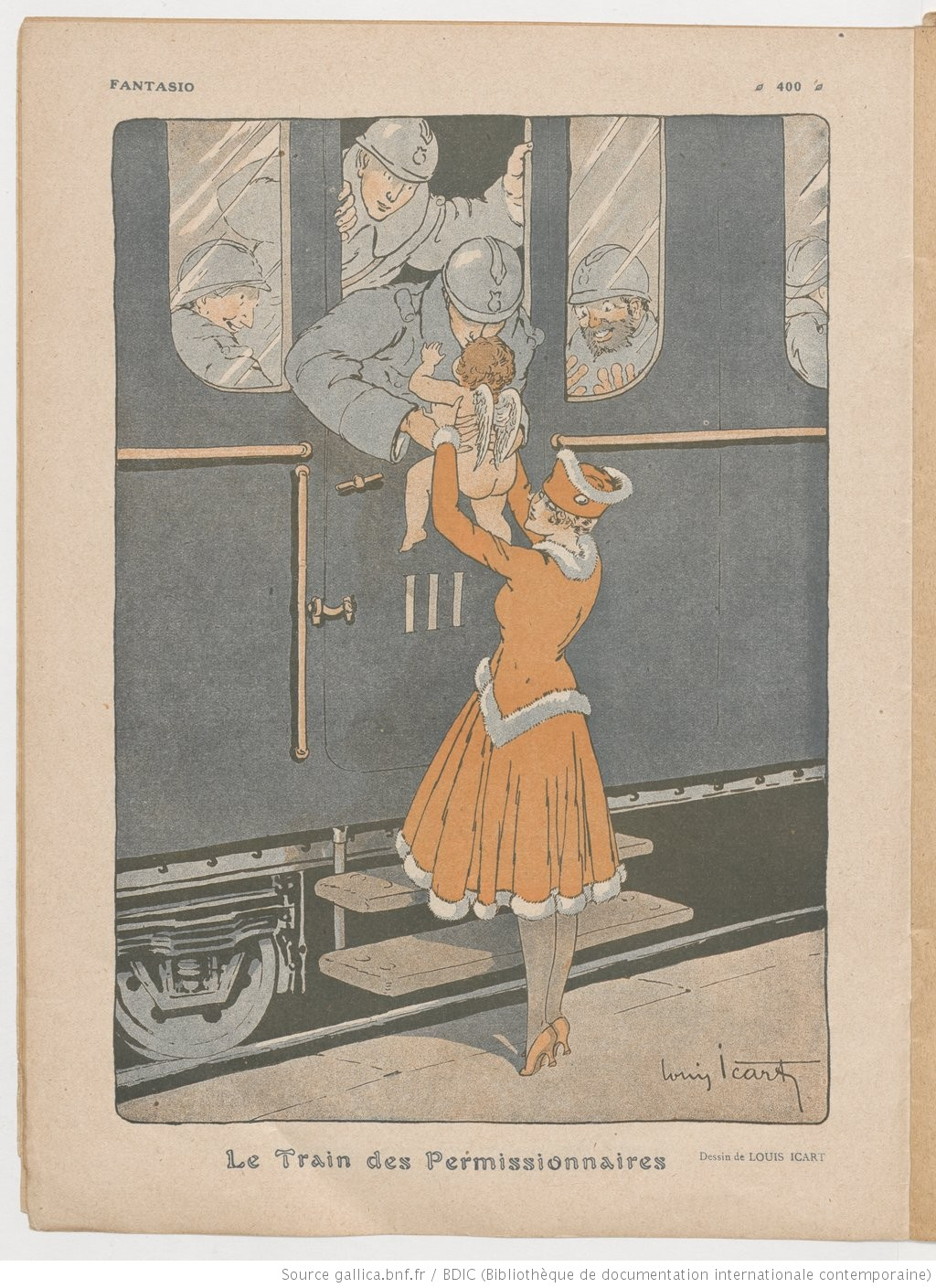
Zug mit Fronturlaubern, 1917

Icarts Malstil lehnte sich an die französischen Meister des 18. Jahrhunderts wie Jean-Antoine Watteau, François Boucher und Jean-Honoré Fragonard an. Seine Zeichnungen waren beeinflusst von Edgar Degas und Claude Monet; seine seltenen Aquarelle trugen Züge der Symbolisten Odilon Redon und Gustave Moreau. Viele seiner frühen stimmungsvollen Gemälde sind in Braun-, Gold- und Rottönen gehalten; im Laufe seiner Karriere wurden seine Bilder jedoch heller.
Icarts Darstellungen von Frauen waren meist sinnlich, oft erotisch, aber immer auch humorvoll und voll angedeuteter oder direkter Sexualität. In seinen Bilden tummelten sich oft schöne Kurtisanen auf dicken Kissen mit Gesichtsausdrücken voller Leidenschaft, Bestürzung oder Überraschung. Pferde, Hunde oder Katzen waren oft Teil seiner Sujets.
Icart fertigte über 500 Stiche an und illustrierte mehr als 30 Bücher. Seine Arbeiten trugen Titel wie:
- Intimité, 1917
- Paresse, 1925
- Carmen, 1927
- La Dame aux Camellias, 1927
- Mimi, 1927
- Casanova, 1928
- Ecoute, 1928
- Eve, 1928
- Faust, 1928
- Le Poeme, 1928
- Tosca, 1928
- Venus, 1928
- Chien et Chat, 1929
- Hydrangeas, 1929
- Symphonie en Bleu, 1936
- Le sofa, 1937
- Les Orchidées, 1937
- Monsieur l’Amour, 1940
- Léda et le cygne, 1950